# Nemzeti Szalon

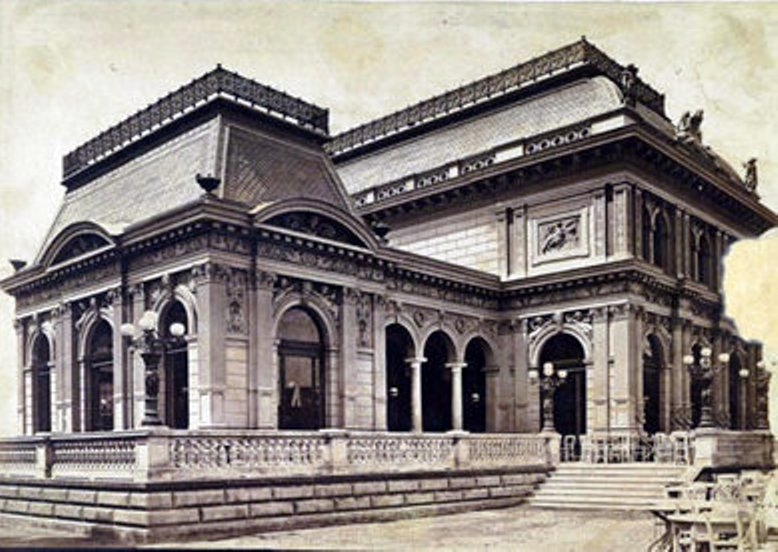
Az Erzsébet téri Kioszk eredeti, Hauszmann Alajos tervezte formájában

A Nemzeti Szalon magyar képzőművészek és műpártolók egyesülete volt, amelyet Budapesten 1894. március 12-én alapítottak a hivatalos művészetpolitikával elégedetlen képzőművészek „abból a célból, hogy a magyar képzőművészet erkölcsi, anyagi és kulturális érdekeinek fölkarolását, a testületi szellem fejlődését előmozdítsa, a művészek és a közönség közti érintkezést élénkebbé tegye” Az egyesület első elnökévé Zichy Jenőt és Vastagh Györgyöt választották meg, alelnök Margitay Tihamér, műtáros Mesterházy Kálmán lett. Őket követte 1898-tól Andrássy Gyula gróf az elnöki és  Hock János az alelnöki poszton.

## Az épület
Az egyesület helyisége Budapesten 1894-től a József körút 45.-ben, majd 1897-től az egykori Újvilág (ma Semmelweis) utca 2. sz., a Hatvani (ma Kossuth Lajos) utca sarkán volt, míg állandó művásárcsarnoka, amelyben a tagok eladandó művészeti termékeit, festményeket, szobrokat stb. kiállították, Budapest V. kerületében az Erzsébet téren volt, 1907-től. Utóbbit az eredetileg Hauszmann Alajos által tervezett Kioszk épületéből alakították ki 1906-ban, Vágó József és Vágó László tervei alapján.

## Jeles kiállítások
A Nemzeti Szalon egyik alapítója és 1909-ig ügyvezető igazgatója számos jeles életmű-kiállítást rendezett például Madarász Viktor, Paál László, Szinyei Merse Pál, Zichy Mihály, Vaszary János műveiből. Itt rendezték a Nyolcak két kiállítását 1911-ben és 1912-ben, a Gauguin és a francia impresszionisták című nagy hatású kiállítást 1907-ben, valamint e helyen mutatkoztak be az olasz futuristák, 1912-ben. 1927-ben itt rendezte a Vaszary János által alapított Új Művészek Egyesülete (UME) első közös kiállítását a KUT művészcsoporttal. Az 1950-es évekig a Nemzeti Szalonnak fontos szerepe volt a kortárs magyar képzőművészeti alkotások bemutatásában (pl. Chiovini Ferenc, Aba-Novák Vilmos) vidéki kiállításokat is rendeztek.
Az 1953-ban a Műcsarnokhoz csatolt intézmény 1957-ben nagy jelentőségű kiállításnak (Tavaszi tárlat) adott helyet, amelyen hosszú évek után először avantgárd és nonfiguratív művek is láthatóak voltak, s az addig háttérbe szorított alkotók, például Kassák Lajos, és a tiltott Európai Iskola művészei mutatkoztak be ismét. Az épületet 1960-ban lebontották, helyén ma park van.